# Albrecht von Mandelsloh (General)

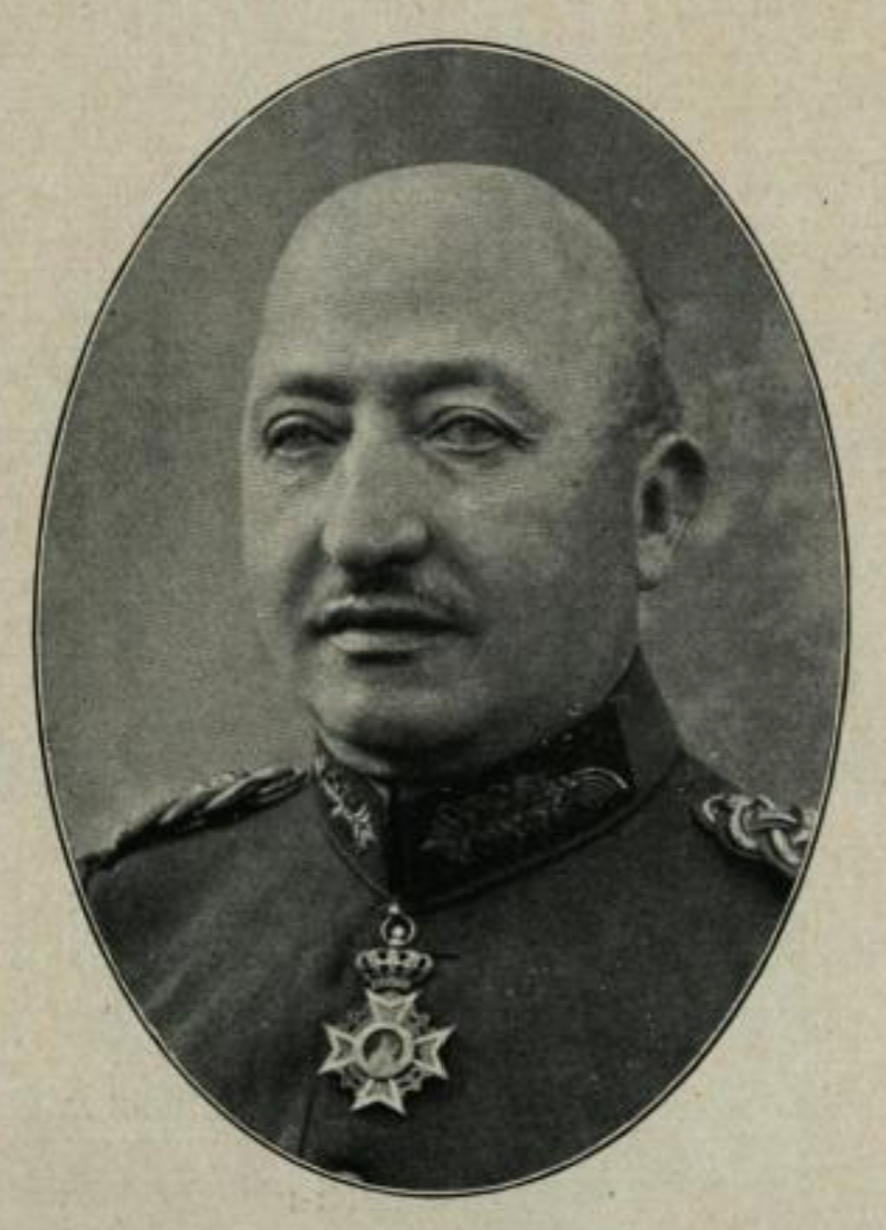
Albrecht Graf von Mandelsloh

Johann Albrecht Friedrich Graf von Mandelsloh (* 22. Oktober 1861 in Gifhorn; † 1933) war ein sächsischer Generalmajor.

## Leben

### Herkunft und Familie
Er entstammte dem ursprünglich niedersächsischen Adelsgeschlecht derer von Mandelsloh. Er war Sohn des Gustav August Graf von Mandelsloh und dessen Ehefrau Luise von Sayn-Wittgenstein-Berleburg. Er hatte einen Bruder, Otto Asche von Mandelsloh (* 1860; gest. 1906), sächsischer Hauptmann und Kompaniechef.
Am 24. Mai 1898 heiratete in Dresden Miczi von Raduotfay, mit der er zwei Kinder hatte:
- Asche (1901–1938), Staats- und Völkerrechtler, ⚭ 1937 Hildegard Belling (* 1905)
- Elisabeth (* 1903).[1]

### Militärkarriere
Er besuchte seit Ostern 1876 das Vitzthumsche Gymnasium in Dresden, wo ein Herr Janvocius sein Tutor war und trat nach erfolgreicher Erwerbung des Abiturs 1882 in die sächsische Armee ein, wo er 1883 zum Fähnrich und 1884 zum Leutnant ernannt wurde. In den folgenden Jahren wurde er 1891 zum Oberleutnant und 1896 zum Hauptmann befördert. Er wurde am 22. September 1906 zum Major befördert und war dem Schützen-(Füsilier-)Regiment „Prinz Georg“ (Königlich Sächsisches) Nr. 108 aggregiert. Er diente 1912 als Kommandeur des 3. Bataillons des Kgl. Sächs. 8. Infanterie-Regiment "Prinz Johann Georg" Nr. 107. Seine Beförderung zum Oberstleutnant erfolgte dann am 22. Mai 1912. Vor dem Ersten Weltkrieg diente er dann noch im Stabe des Königlich-Sächsischen 7. Infanterie-Regiment „König Georg“ Nr. 106. Während des Krieges diente er unter anderem mit dem Rang eines Obersts als Kommandeur der Königlich-Sächsischen 177. Infanterie-Brigade, Teil der 96. Infanterie-Division (6. Königlich Sächsische). Er konnte in dieser Position an der Ostfront, während der Brussilow-Offensive im Juli 1918, einen russischen Durchbruch einer österreichisch-ungarischen Stellung auffangen und weitere Angriff verhindern. Er wurde für seine Verdienste am 26. August 1918 mit dem Militär-St.-Heinrichs-Orden ausgezeichnet. Er wurde später noch zum Generalmajor befördert.